# Dona Guidinha do Poço
Dona Guidinha do Poço é um romance classificado como naturalista, do escritor cearense do século XIX Manoel de Oliveira Paiva. Foi publicado postumamente em 1952, sessenta anos após a morte de seu criador (1892), inaugurando a Coleção Romances do Brasil da editora e livraria Saraiva,” com apresentação de Lúcia Miguel Pereira, a quem se deve a publicação, e posfácio e glossário de Américo Facó, em cujas mãos se encontravam os originais do livro, que lhe haviam sido confiados por Antônio Sales.
A coluna "Minhas Leituras" do jornal Letras da Província N. 41 (maio de 1952) da cidade de Limeira, escreve: "O livro, cuja odisseia vem narrada num curioso prefácio de Lúcia Miguel Pereira, tem agradável sabor histórico e amorável tonalidade regional. Não conseguiu o tempo desgastar-lhe os méritos. Temos a impressão até de que foi justamente o tempo que o fez crescer em interesse."
Em carta ao amigo Godofredo Rangel de 4 de maio de 1916, escreve Monteiro Lobato: "Na Revista Brasileira do José Veríssimo li uma novela dum Oliveira Paiva, cearense morto aos 30 anos, que me encheu as medidas. Penso em escrever um estudo sobre esse livro, Dona Guidinha do poço, a coisa mais nacional que tenho lido. Acho que se não morre tão moço, esse Oliveira Paiva seria o Messias do romance brasileiro."
"A evocação do ambiente sertanejo, e o estilo voluntariamente tosco, dão ao romance um sabor mordente de fruto silvestre, mas não lhe tiram os foros de perfeita obra de arte, realizada por um artesão consciencioso, que devia aparecer canhestro e bizarro, numa época em que o verbalismo pomposo e inócuo era considerado a quintessência literária."

## Sumário
D. Margarida Reginaldo de Oliveira Paiva, a Dona Guida, ou Guidinha do Poço, herda do pai, o velho Venceslau, capitão-mor da vila, uma “larga fortuna em gados, terras, ouro, escravos”, incluindo a fazenda de Poço da Moita, na comarca de Cajazeiro, no Ceará. “Margarida era muitíssimo do seu sexo, mas das que são pouco femininas, pouco mulheres, pouco damas, e muito fêmeas.” Casa-se aos 22 anos com o Major Joaquim Damião de Barros, o Major Quinquim, “um homenzarrão alto e grosso, natural de Pernambuco – uma boa alma”, dezesseis anos mais velho. Um dia aparece na fazenda um seu sobrinho, Luís Secundino de Sousa Barros, da Zona da Mata pernambucana, que aproveita a “descoberta do tio ricaço” para ficar por lá, primeiro abrindo uma loja de tecidos na vila, e mais à frente comprando uma fazenda. 
Aos poucos vai ganhando intimidade com a tia, que sente “um tédio invencível [...] pelo balofo carname do Quinquim”, até que começam a correr rumores de que a Guidinha trai o marido com o Secundino. “Com efeito, para a Guida, era sua paixão verdadeiramente uma doença”. O autor da obra, Manoel de Oliveira Paiva, vítima da tuberculose, durante um período recolheu-se ao sertão do Ceará na tentativa de recuperar a saúde, e teve assim a oportunidade de observar de perto os costumes dos matutos, as festas juninas, a vaquejada, as cantorias (“Todo branco quer ser rico, / Todo mulato é pimpão, / Todo cabra é feiticeiro, / Todo caboclo é ladrão, / Viva Seá Dona Guidinha, / Senhora deste sertão.”), a natureza, e descrevê-los, com a precisão de um escritor “naturalista”, no desenrolar da história trágica da “pródiga, respeitada, festeira e influente” Dona Guidinha do Poço. O romance, nos diálogos, reproduz o linguajar e pronúncia dos matutos do interior cearense da época, por exemplo: “Mó de coisa que ele estava co romatismo... Foi o que o Silveira dixe [...]”. 

## História da publicação do livro
Quando Manoel de Oliveira Paiva faleceu prematuramente em 1892, vítima da tuberculose, seu livro não havia sido publicado. O romancista e poeta cearense Antônio Sales, fundador da Padaria Espiritual, já morando no Rio de Janeiro, em visita ao Ceará, recebeu da viúva do autor o manuscrito e entregou-o a José Veríssimo para publicar na Revista Brasileira. Com a interrupção da circulação da revista, a publicação ficou incompleta. Apesar das tentativas, Antônio Sales nunca conseguiu editar a obra e, antes de morrer, confiou os originais a Américo Facó. A pesquisadora Lúcia Miguel Pereira, incumbida pelo editor José Olympio de escrever o volume XII da História da Literatura Brasileira, abordando a prosa de ficção de 1870 a 1920, deparou com o romance na Revista Brasileira e, impressionada com sua qualidade, e curiosa em conhecer seu desenlace, pôs-se em busca dos capítulos restantes, e acabou descobrindo os originais em mãos de Américo Facó. Em entrevista ao jornal Tribuna da Imprensa em 1952, ela revela: “Tive, porém, a glória de descobrir e poder lançar um escritor inédito – Manuel de Oliveira Paiva – cearense, autor de um dos melhores romances regionalistas que conheço – “Dona Guidinha do Poço”. Compilando a “Revista Brasileira” de José Veríssimo que se editou em fins do século passado [séc. XIX], dei com a publicação, em série, do referido romance que ficou inacabado, porque a “Revista Brasileira” também se acabou. Vi logo que se tratava de uma obra de valor e fiquei obcecada pela ideia de descobrir-lhe o final a qualquer preço. Escrevi para o Ceará, dirigi-me a escritores de lá, percorri tudo o que é biblioteca aqui no Rio. Já estava começando a desanimar, quando o acaso fez-me encontrar, numa reunião íntima, aquele que detinha o tão ambicioso tesouro – o escritor Américo Facó.”